# Boreopterus
Boreopterus (лат.) — род птерозавров, найденных в нижнемеловых отложениях (барремский — аптский ярусы) формации Исянь на территории Китая.

## Описание
Род назвали в 2005 году китайские палеонтологи Люй Цзюньчан и Цзи Цян. Типовым видом является Boreopterus cuiae. Название рода образовано от греч. boreios — «северный», и pteron — «крыло». Видовое название дано в честь мисс Цуй Сюй, которая извлекла этот образец и предложила его авторам для научного исследования.
Род основан на голотипе JZMP-04-07-3 — почти полном, но разбитом скелете с черепом. Череп низкий, имеет длину 235 миллиметров. Клюв с закруглённым кончиком. Оценочный размах крыльев достигает 1,45 метра. Зубы Boreopterus, особенно первые девять пар, довольно крупные, образуют сцепление в передней части морды. Третий и четвёртый передние зубы являются самыми крупными. Каждая сторона как верхней, так и нижней челюсти несёт по меньшей мере 27 зубов.

## Систематика
Люй и Цзи первоначально разместили Boreopterus в семействе Ornithocheiridae, что также поддержал Дэвид Анвин. Однако позже, в 2006 году, Люй и Цзи опубликовали кладистический анализ, показывающий, что Boreopterus является сестринским таксоном Feilongus (вместе образуя новое семейство Boreopteridae) в позиции более базальной, чем Haopterus. 
Более полное исследование отношений птерозавра, проведённое в 2013 году, поддержало тесную связь Boreopterus и Feilongus, а также их относительно базальный статус среди птеродактилей. Андрес и Майерс (Andres & Myers, 2013) вынесли семейство Boreopteridae в качестве сестринской группы для рода Cycnorhamphus в пределах археоптеродактилоидной группы Gallodactylidae. Однако, последующий анализ показал, что Boreopteridae в действительности являются птеранодонтовыми орнитохейроидами — группой, состоящей из Boreopterus, Zhenyuanopterus и Guidraco, тогда как Feilongus является родственником Gnathosaurus.

## Палеобиология
Дэвид Анвин рассматривает птерозавров, подобных Boreopterus в качестве парящих животных, напоминающих современных альбатросов и фрегатов. Высказывалось также предположение, что Boreopteridae могли нырять и ловить рыбу своими игольчатыми зубами, наподобие современного гангского дельфина.
Также высказывалось предположение, что более крупный Zhenyuanopterus был просто взрослой формой Boreopterus.